# Gustaf Wittenström

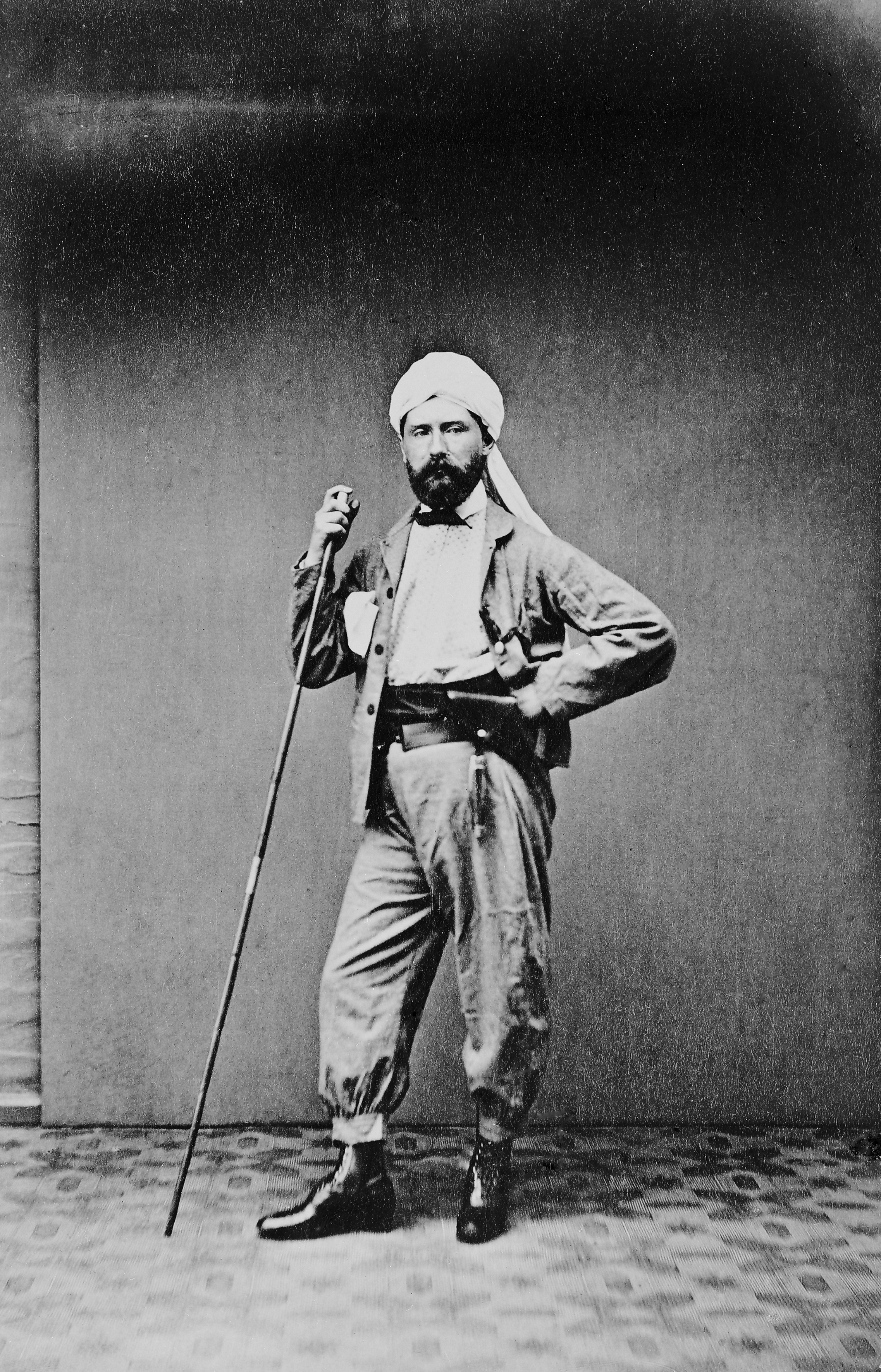
Helfigur av C.G. Wittenström i Indien, ca 1860.

Carl Gustaf Wittenström, född 31 oktober 1831 i Nyeds församling, Värmland, död 3 augusti 1911 i Engelbrekts församling, Stockholm, var en svensk metallurg.
Gustaf Wittenström gick på läroverket i Karlstad 1840-46 och utbildade sig på Bergsskolan i Filipstad 1849–50. Han arbetade i trakten av Novgorod i Ryssland för Ludvig Nobel med byggandet av en järnväg och vid ryska statens arsenal i Sankt Petersburg 1860.
Gustaf Wittenström deltog som 30-åring tillsammans med de svenska metallurgerna Nils Mitander och Julius Ramsey i ett brittiskt projekt 1860-64 att bygga två stålverk i Indien och där introducera svensk träkolsbaserad stålframtällningsteknologi. På väg till Indien köpte han fotoutrustning i London och lärde sig att fotografera. Han har tagit en mängd intressanta bilder från tiden i Indien.
Gustaf Wittenström var under 1870-talet delaktig i projektering och konstruktion av Domnarvets Jernverk i Borlänge, och också byggnadsledare för dess uppförande.
Under 1880-talet utvecklade han mitisprocessen för tillverkning av smidbart gjutgods. Processen utexperimenterades vid Ludvig Nobels verkstad i Petersburg. Han uppfann för processen en oljeeldad smältugn. Processen introducerades i industriell skala 1885 vid Karlsviks gjuterier på Kungsholmen i Stockholm.